# كوغي ساكاي
كوغي ساكاي (باليابانية: 酒井鎬次؛ بالكانا: さかい こうじ) هو عسكري ياباني، ولد في 4 نوفمبر 1885 في آيتشي في اليابان، وتوفي في 2 مارس 1973.